# A Sensitive Person
A Sensitive Person (im Tschechischen auch Citlivý člověk) ist ein Filmdrama von Tomáš Klein. Das Roadmovie basiert auf dem Roman Ein empfindsamer Mensch von Jáchym Topol und erzählt von einer Familie, die nach Hause zurückkehrt, nachdem sie jahrelang wie Nomaden gelebt hat. Die Premiere des Films erfolgte Anfang Juli 2023 beim Internationalen Filmfestival Karlovy Vary, wo er im Wettbewerb um den Kristallglobus gezeigt wurde. Im Oktober 2023 kam der Film in die tschechischen Kinos. Im Rahmen der Verleihung des Český lev 2024 erhielt der Film fünf Nominierungen.

## Handlung
Nachdem sie jahrelang wie Nomaden gelebt haben, kommen der 12-jährige Eliáš und seine Familie zurück nach Hause in die Region Posázaví. Die Idylle wird allerdings getrübt, weil sein Großvater in einer völlig verdreckten Wohnung haust und im Sterben liegt. Die Mutter bricht vor Erschöpfung zusammen, und der Vater bringt sie ins Krankenhaus. Der alte Mann stirbt in der Nacht.
Als der Vater zurückkommt, muss er feststellen, dass die Miliz Eliáš und seinen kleinen Bruder mitgenommen hat.

## Literarische Vorlage

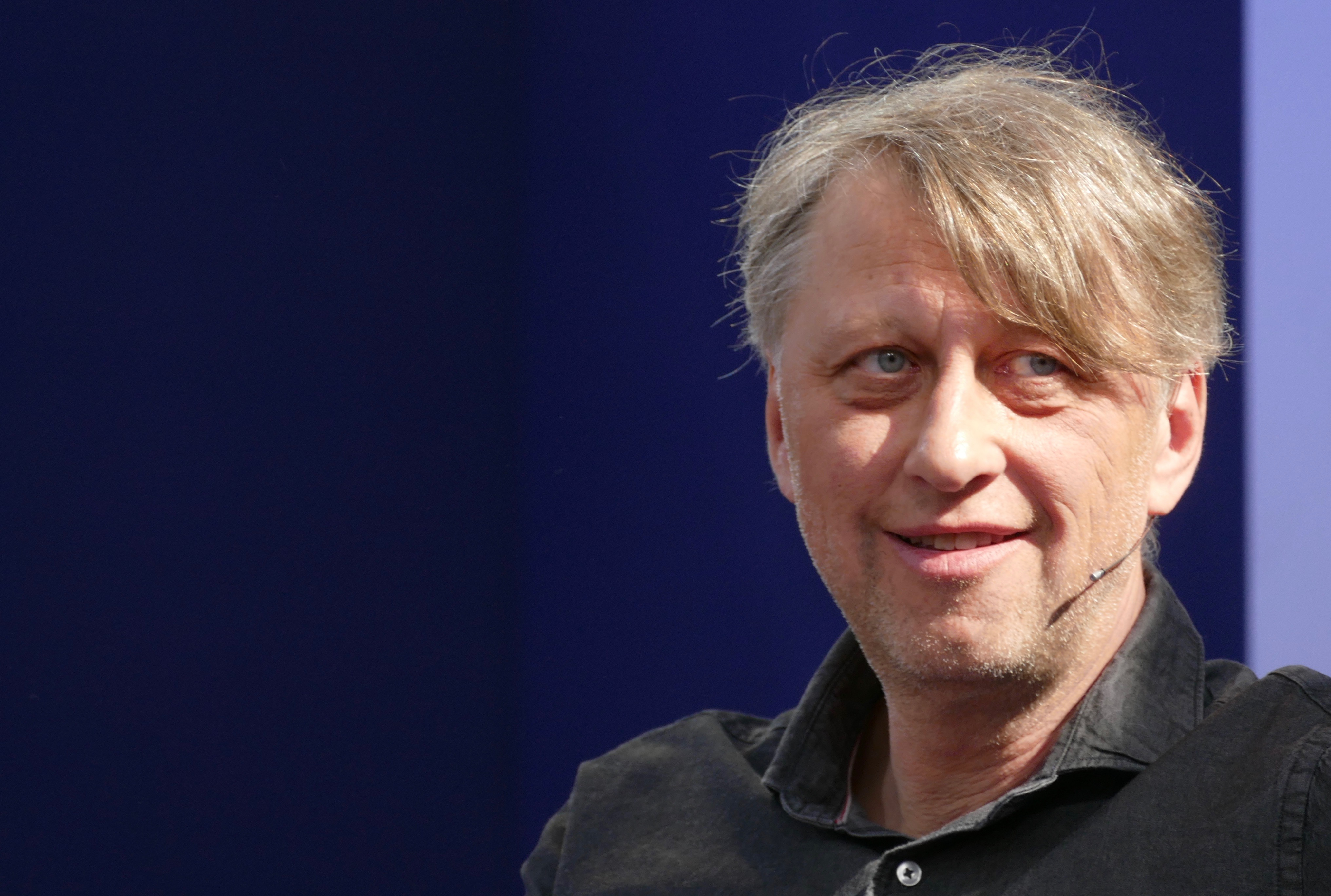
Jáchym Topol bei der Vorstellung der deutschen Übersetzung seines Romans auf der Leipziger Buchmesse 2019

Der Film basiert lose auf dem 500-seitigen Roman Citlivý člověk von Jáchym Topol aus dem Jahr 2017. In deutscher Sprache erschien dieser in einer Übersetzung von Eva Profousová im Jahr 2019 unter dem Titel Ein empfindsamer Mensch im Suhrkamp Verlag. Auch wenn der Titel des Romans dies suggeriert, tritt darin ironischerweise kein sensibler Protagonist auf, vielmehr schickt der Autor eine vierköpfige Schauspielerfamilie im Wohnwagen auf eine Tour de Force durch ein Krisenmodus-Europa auf diverse europäische Theaterfestivals im Ausland. Der tschechische Schriftsteller wurde für seinen Roman im Jahr dessen Veröffentlichung mit dem Tschechischen Staatspreis für Literatur ausgezeichnet. Bereits die Filme Anděl Exit von Vladimír Michálek und Sestra von Vít Pancír basierten auf Romanen von Topol.

## Produktion

### Regie und Drehbuch
Regie führte Tomáš Klein, der gemeinsam mit Lucie Vaňková und Kateřina Traburová auch Topols Roman adaptierte. A Sensitive Person ist Kleins Spielfilmdebüt, nachdem er bei The Wolf from Royal Vineyard Street noch Ko-Regie geführt hatte.

### Besetzung und Dreharbeiten

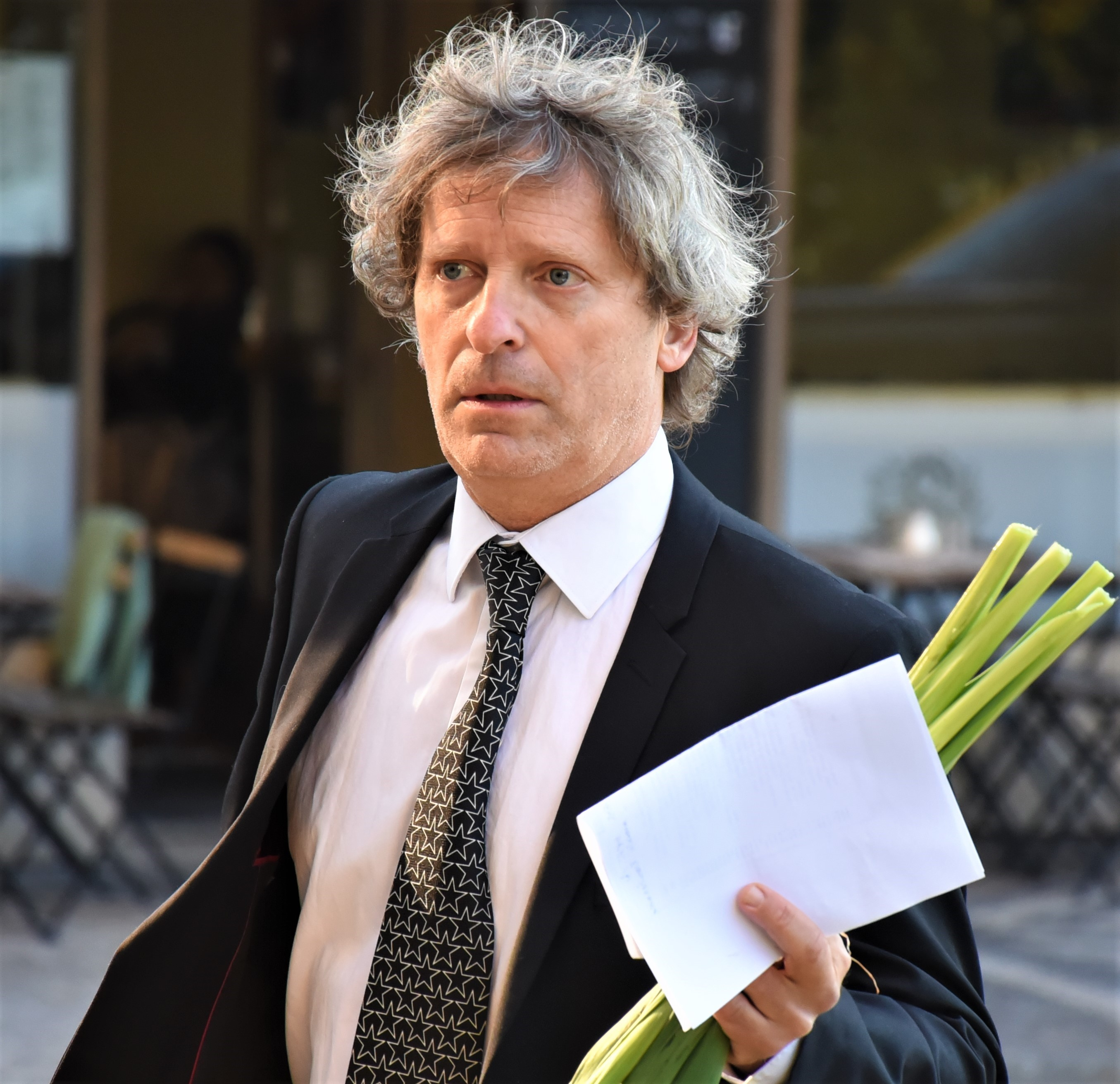
David Prachař spielt den Vater Mour

In den Hauptrollen zu sehen sind David Prachař als der Vater Mour und Tatiana Dyková als seine Partnerin. Der Kinderdarsteller Jaroslav Cuhra spielt in einer weiteren Hauptrolle den 12-jährigen Sohn namens Eliáš, der bis zum Ende des Films nicht spricht. Jiří Schmitzer spielt Mours sterbenden Vater,  Jiří Lábus den Chef des Schrottplatzes und Halka Třešňáková die Anführerin der Miliz. In weiteren Rollen sind Vladimír Javorský und Alexandra Borbély zu sehen.
Die Dreharbeiten fanden von Anfang April bis Ende Sommer 2022 statt. Sie begann in der Gemeinde Krnov im tschechischen Teil Schlesiens, von wo der Regisseur Tomáš Klein stammt. Hier entstanden Aufnahmen in der Alšová-Straße. Gedreht wurde auch im nahegelegenen Albrechtice, in den ebenfalls im Okres Bruntál gelegenen Gemeinden Svobodne Heřmanice und  Holčovice und in der Gemeinde Hlinka in der Nähe von Osoblaha im Nordosten Tschechiens. Klein kannte diese Gegenden sehr gut. Die Geschichte der Romanvorlage spielt zwar in der Region Posázaví in Böhmen, Klein erkannte jedoch in seiner Heimatregion optische Ähnlichkeiten und verlegte sie in den Norden Mährens. Weitere Aufnahmen entstanden in der Stadt Mělník, der Region Pilsen und  in/im Malý Dunajec in der Slowakei.
Kameramann Dušan Husár, mit dem Klein zusammenarbeitete, war zuvor für eine Reihe von Musikvideos und zuletzt für das Mysterydrama Arvéd von Vojtech Masek und das Filmdrama Banger. von Adam Sedlák tätig und erhielt für letztere beiden Filme beim Český lev jeweils Nominierungen für seine Arbeit.

### Filmmusik und Veröffentlichung
Die Musik komponierte der Slowake Pjoni, der zuletzt für die Filme Ohne ein Wort zu sagen und Nightsiren von Tereza Nvotová und das Science-Fiction-Drama Běžná selhání von Cristina Groșan tätig war.
Die Premiere erfolgte am 2. Juli 2023 beim Internationalen Filmfestival Karlovy Vary. Ende September 2023 wurde A Sensitive Person beim Finále Plzeň vorgestellt. Am 12. Oktober 2023 kam der Film in die tschechischen Kinos. Im November 2023 wurde er beim Cork Film Festival gezeigt.

## Auszeichnungen
Český lev 2024
- Nominierung für das Beste Bühnenbild (Stella Šonková)
- Nominierung für das Beste Make-up und Hairstyling (Andrea Štrbová)
- Nominierung für die Beste Kamera (Dušan Husár)
- Nominierung für die Beste Musik (Jonatan Pjoni Pastirčák)
- Nominierung als Bester Hauptdarsteller (David Prachař)[11]

Finále Plzeň 2023
- Nominierung im Langfilmwettbewerb[8]

Internationales Filmfestival Karlovy Vary 2023
- Nominierung für den Kristallglobus[2]